# Granitbucht
Die Granitbucht ist eine kleine Bucht der Drakestraße an der Westküste von King George Island, der größten der Südlichen Shetlandinseln. 
Sie ist die nordöstliche von drei Buchten im Westen der Fildes-Halbinsel, die sich zwischen der See-Elefanten-Bucht im Nordosten und der Bothy Bay im Südwesten (auf der deutschen Karte von 1984 als „Seebärenbucht“ beschriftet) aufreihen. In die südliche ‚Ecke‘ der ungefähr rechteckigen Bucht mündet von Südosten der Granitbach. 
Im Südwesten schließt sich die Walbucht an, und vor der Landzunge, die die beiden Buchten trennt, liegt die Walinsel.
Im Rahmen zweier deutscher Expeditionen zur Fildes-Halbinsel in den Jahren 1981/82 und 1983/84 unter der Leitung von Dietrich Barsch (Geographisches Institut der Universität Heidelberg) und  Gerhard Stäblein (Geomorphologisches Laboratorium der Freien Universität Berlin) wurde die Bucht zusammen mit zahlreichen weiteren bis dahin unbenannten geographischen Objekten der Fildes-Halbinsel neu benannt und dem Wissenschaftlichen Ausschuss für Antarktisforschung (Scientific Committee on Antarctic Research, SCAR) gemeldet.